# مقاطعة سكوت (تينيسي)
مقاطعة سكوت هي مقاطعة في تينيسي، بلغ عدد سكانها 22٬228  نسمة، في 2010، عاصمتها هانتسفيل، تبلغ مساحتها 1٬381 كيلومتر مربع.

## الموقع
تشترك في الحدود مع:
- مقاطعة مككريري
- مقاطعة مورغان (أركنساس).

## التقسيمات الإدارية
- هانتسفيل.